# Сангар
Сангар (рус. Сангар) - село и административни центар Кобјајског рејона у централном делу Јакутије.
Село је смештено на десној обали реке Лене. Удаљеност од града Јакутска је 334 км.
Има укупно 4.103 становника (2013)

## Становништво
| 1959. | 1970. | 1979.  | 1989.  | 2002. | 2010. |
| ----- | ----- | ------ | ------ | ----- | ----- |
| 4.900 | 6.685 | 10.252 | 10.107 | 4.789 | 4,377 |